# Fabienne Eymard
Pour les articles homonymes, voir Eymard.
Fabienne Eymard, née à Brive-la-Gaillarde, est une chef cuisinière française.
Le restaurant Benoit dont elle est chef a une étoile au Guide Michelin. Cela fait de Fabienne Eymard une des rares femmes chefs étoilées en France.

## Parcours
Petite-fille d'agriculteurs, Fabienne Eymard est sensibilisée à la cuisine dès l'enfance. Après un bac général, Fabienne Eymard suit un cursus à l'école hôtelière de Toulouse et effectue ses premiers stages à Ainhoa puis au Castel Marie-Louise à La Baule.
Elle part ensuite aux Baux-de-Provence puis à Paris où elle travaille à La Marée pendant deux ans.
En 2002, elle travaille à Paris à Taillevent (trois étoiles à cette époque) avec Alain Soliveres, qu'elle considère comme son mentor en cuisine. En 2004, elle part en Suisse travailler au restaurant Caprices.
Elle travaille ensuite à New York, en tant que sous-chef au restaurant Benoit de New York et en tant que chef exécutif au restaurant Pinch Bar and Grill, à l'Empire City Casino
En 2015, Alain Ducasse lui confie le restaurant Benoit, rue Saint-Martin, à Paris, bistrot français traditionnel qu'il avait acheté en 2005 à Michel Petit, petit-fils de Benoît Matray, créateur de l'établissement en 1912.